# Fuite de Varennes

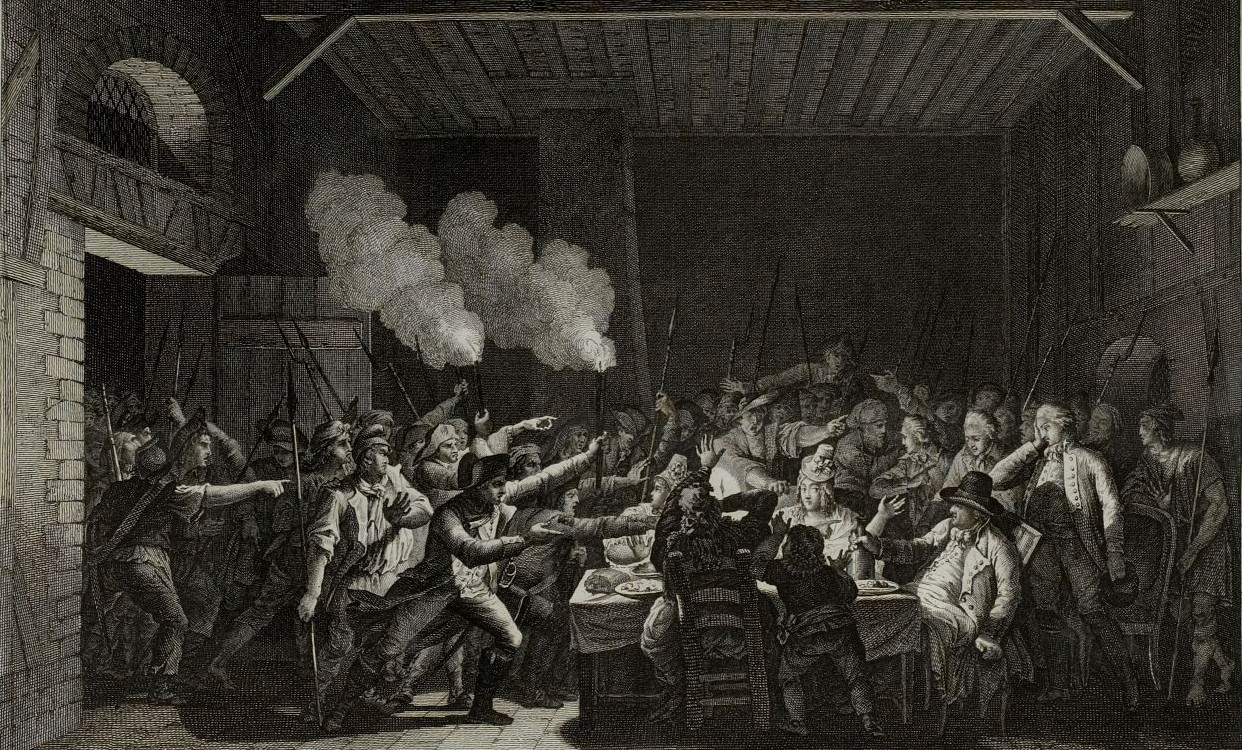
Arrestation de Louis Capet à Varennes le 22 juin 1791, estampe de Jean-Louis Prieur (musée de la Révolution française).

La fuite manquée des 20 et 21 juin 1791 — plus connue sous les noms de « fuite de Varennes » ou « fuite à Varennes » — est un épisode important de la Révolution française, au cours duquel le roi de France Louis XVI, la reine Marie-Antoinette et leur famille immédiate tentèrent de rejoindre le bastion royaliste de Montmédy, à partir duquel le roi espérait lancer une contre-révolution, et furent arrêtés en route à Varennes-en-Argonne (Meuse, Lorraine).

## Contexte
Cela fait de nombreux mois que Louis XVI songe à quitter Paris. Le plan d'évasion était déjà prêt, mais la crainte d'une guerre civile le retenait. Deux événements vont décider Louis XVI à vouloir reprendre la main par la force, selon l'historien Timothy Tackett:
- Les évènements du 28 février 1791 : le 28 février 1791, des émeutiers s'attaquent à la prison royale de Vincennes, accusée de retenir des révolutionnaires. Alors que la garde nationale se mobilise pour contrôler l'émeute, la rumeur court que le roi est resté sans défense aux Tuileries. Près de 300 jeunes nobles, en partie d'anciens gardes du corps du roi, s'y rendent pour le protéger. Une fois sur place, ils déclenchent une altercation en provoquant et insultant les soldats de la garde nationale stationnée au palais. Louis XVI, craignant que le conflit dégénère, ordonne alors aux jeunes nobles de déposer les armes et de repartir, ce qu'ils font avant d'être violemment arrêtés par la garde nationale. Cet évènement fut très mal vécu par le roi, qui y voyait un affront à son honneur. De plus, à la suite de cette intrusion, les nobles furent interdits d'entrer aux Tuileries sans motif précis[1].
- Les « Pâques inconstitutionnelles » : le lendemain du jour des Rameaux (dimanche 17 avril 1791), le roi fait annoncer que lui et sa famille iront à Saint-Cloud, comme l'année précédente, pour sa convalescence et pour passer la belle saison. Les radicaux comprirent qu'il voulait faire ses pâques « inconstitutionnelles », et de là, sans doute s'échapper. Ils ameutèrent une foule de manifestants place du Carrousel afin de bloquer sa voiture. L'atmosphère était tendue, on abreuva d'injures et d'obscénités le couple royal. La deuxième division de la garde nationale s'était jointe aux émeutiers. Des domestiques, des gentilshommes de la Cour furent malmenés. Le cardinal de Montmorency fut mis en joue. Le roi passa la tête par la portière : « Il serait étonnant, fit-il en s'efforçant de garder son calme, qu'après avoir donné la liberté à la Nation, je ne fusse pas libre moi-même ! »[2]. La Fayette tenta, avec Bailly, en vain, de raisonner les perturbateurs. Il proposa au roi de faire proclamer la loi martiale, et d'user de la force. Mais Louis s'y opposa : « Je ne veux pas qu'on verse du sang pour moi. » Au bout d'une heure et demie, il se résigna à rentrer au château avec sa femme et ses enfants. Pâques arrivant, il se rendit à la grand-messe de Saint-Germain-l'Auxerrois, paroisse tenue par un curé jureur. Il ne semble pas que le roi y ait communié[2]. Ce deuxième évènement, qui s'accompagne de l'expulsion des Tuileries des conseillers royaux membres du clergé réfractaire, serait le point de bascule ayant entraîné la fuite du roi[1].

## Plan de la fuite
Les premières traces de préparation de la fuite datent de septembre 1790. Il semble que le plan initial ait été apporté par l'évêque de Pamiers, Joseph-Mathieu d’Agoult : « Sortir de sa prison des Tuileries et se retirer dans une place frontière dépendant du commandement de M. de Bouillé ». Le plan supposait qu'ensuite le peuple français se rallierait massivement à la cause royale et, couplé à la menace des troupes étrangères présentes de l'autre côté de la frontière, permettrait de renégocier une nouvelle constitution pour mettre un terme à la Révolution. Le roi accepte la préparation de ce plan dès octobre 1790.

### Les protagonistes
Le roi, qui reste le cerveau de son « voyage à Montmédy » comme il nomme lui-même cette opération, a délégué son organisation à plusieurs protagonistes. Le marquis de Bouillé, général de l'armée française du nord-est, est chargé d'organiser la réception du roi à la frontière tandis qu'Axel de Fersen et Marie-Antoinette préparent l'évasion de Paris.
Dès septembre, l'évêque de Pamiers s'était rendu à Metz rencontrer Bouillé, commandant des troupes de l'Est. Ce dernier eut même l'idée de demander à l'empereur, allié du roi, de faire avancer quelques troupes sur la frontière, et ainsi demander du renfort de ses meilleurs régiments. Un courrier de Marie-Antoinette à Mercy-Argenteau, ambassadeur du Saint-Empire à Paris, prouve cette demande de mouvement des troupes « alliées » vers la frontière française.
Mercy-Argenteau, au travers de ses échanges épistolaires avec Marie-Antoinette, tente de dissuader la famille royale de s'enfuir. Selon lui, le soutien populaire à la Révolution est grandement sous-estimé par les organisateurs et chaque village pourrait s'avérer être un obstacle infranchissable, entraînant de graves conséquences en cas d'échec.
L'aide étrangère est nécessaire à la réussite du plan, tant financièrement que militairement (la forte présence de troupes autrichiennes à la frontière devant servir de moyen de pression), mais les négociations avec les puissances européennes s'avèrent difficiles. Léopold II, frère de la reine et empereur du Saint-Empire, ne promit son assistance qu'en juin 1791 et en cas de réussite de la fuite.
Alors que Bouillé et Fersen préconisaient que la famille royale se déplace en petit nombre, séparément et dans des véhicules discrets, celle-ci refusa catégoriquement une séparation. De plus, la reine ajouta à l'équipage prévu les deux nourrices de ses enfants, le marquis d'Agoult (remplacé au dernier moment par madame de Tourzel) et trois nobles supplémentaires comme gardes du corps. Au total, 11 personnes devaient donc fuir Paris, ce qui était trop pour un seul véhicule.
Ce plan très confidentiel est évoqué dans les mémoires du comte de Provence. Il y dit qu'il a été mis au courant de la destination finale de Louis XVI (Montmédy) le 19 juin. Il a lui aussi quitté Paris dans la nuit du 20 juin (il demeurait au Petit Luxembourg). Déguisé, muni d'un « passe-port » anglais, il rejoint ainsi les Pays-Bas autrichiens, via Avesnes-sur-Helpe et Maubeuge.
Au mois de juin 1791 lors du départ du roi et de la famille royale pour Montmédy, M. de Bourcet partit pour Mons, en terre autrichienne, où il devait trouver des ordres, en ayant pris le nom, le brevet, les lettres de services, le passeport et l'uniforme de son cousin M. de Polastre. Il put sortir de Paris, mais reconnu pour ne pas être cet officier, il fut arrêté à Valenciennes. Il allait être livré à un conseil de guerre, lorsque la nouvelle de l'arrestation de la famille royale parvint de Valenciennes. M. de Bourcet s'échappa et revint à Paris. Il était près du roi au château des Tuileries, le 20 juin 1792.

### Les modalités de la fuite

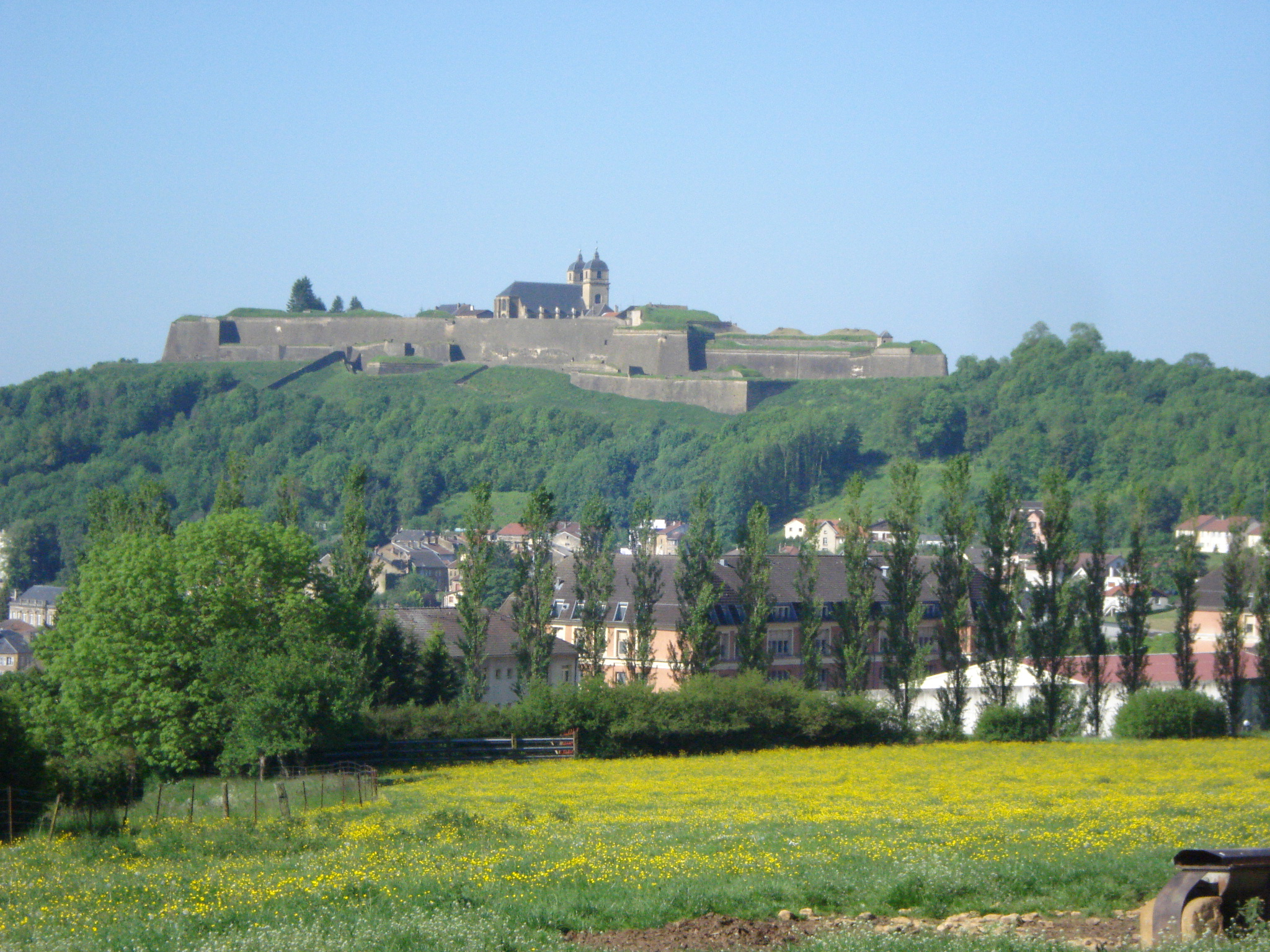
La citadelle de Montmédy

En amont de la fuite, Marie-Antoinette fait transférer en secret la totalité de sa garde-robe, une majeure partie de ses bijoux, et plusieurs meubles. Ces manœuvres attirent l'attention d'une domestique acquise à la cause révolutionnaire et maîtresse d'un officier de la garde nationale, qui alerte les autorités de la fuite à venir. Bien que cette dénonciation n'ait pas été prise au sérieux, la famille royale décide de reporter son départ d'un jour pour éviter la présence de cette servante.
Le principe consistait à se faire passer pour l'équipage de la baronne de Korff, veuve d'un colonel russe se rendant à Francfort avec deux enfants, une femme, un valet de chambre (Louis XVI) et trois domestiques. Une berline fut spécifiquement commandée (infra). Le luxe du véhicule, ainsi que la livrée jaune des trois "domestiques" - semblable à celle de la maison du prince de Condé, prince du sang, émigré, contre-révolutionnaire notoire, ancien possesseur des terres traversées par la berline royale - alimenteront l'attention et l'inquiétude des Français croisés au cours de la fuite.
Le trajet, choisi par Louis XVI pour se rendre à Montmédy, empruntait la route de Châlons-sur-Marne. À Pont-de-Somme-Vesle un premier détachement de 40 hussards de Lauzun, aux ordres du duc de Choiseul suivrait l'équipée jusqu'à Sainte-Menehould, où un détachement du régiment royal dragons escorterait directement la berline : à Clermont-en-Argonne, un escadron du Régiment des dragons de Monsieur aux ordres du comte Damas rejoindrait la berline. À la sortie de Varennes, un escadron de hussards de Lauzun bloquerait durant vingt heures les éventuels poursuivants : le poste de Dun-sur-Meuse serait gardé par un escadron des hussards de Lauzun et le régiment du Royal allemand cantonnerait à Stenay. Le roi pourrait gagner ainsi la place forte de Montmédy où l'attendrait le marquis de Bouillé. Il était ensuite prévu que la famille royale soit un temps logée dans le château de l'abbé de Courville, situé dans la bourgade de Thonnelle, à la sortie de Montmédy et à seulement quelques kilomètres des frontières du Saint-Empire.
Les soldats français étant largement acquis à la cause révolutionnaire, Bouillé fit le choix de se reposer intégralement sur des mercenaires étrangers pour garantir la réussite de son plan. Ces mouvements de troupes étrangères, qui s'étendirent sur une durée plus longue que prévue du fait des reports successifs de la fuite, furent remarqués par la population locale, suscitant méfiance et inquiétude.
Bien que le roi, persuadé de bénéficier du soutien populaire, ait prévu de rester à Montmédy pour renégocier la constitution, Marie-Antoinette et Bouillé estimaient inévitable qu'il doive se réfugier en Autriche pour sa propre sécurité.

### Leurs passeports
Fersen, au nom de Mme de Korff, sollicita du ministre Montmorin un laissez-passer que celui-ci signa en ne soupçonnant rien. La signature du roi fut moins difficile à obtenir. Voici les identités d’emprunt des membres de l'équipée :
- Louis XVI : M. Durand (intendant de la baronne de Korff).
- Marie-Antoinette d’Autriche : Mme Rochet (gouvernante des enfants de Mme de Korff).
- Marie-Thérèse de France : une des filles de Mme de Korff.
- Le Dauphin : autre fille de Mme de Korff (il est vêtu en fille).
- La marquise Louise-Élisabeth de Croÿ de Tourzel, gouvernante des enfants de France : la baronne de Korff.
- Madame Elisabeth (sœur de Louis XVI) : Rosalie, dame de compagnie de la baronne.
- Les trois domestiques étaient monsieur François-Melchior, comte de Moustier (1749-1828), monsieur François-Florent, comte de Valory (1755-1832) et monsieur Jean-François, comte de Malden (1753-1815), gentilshommes (anciens gardes du corps, licenciés en 1789). Le roi leur avait demandé de se couvrir de « livrées de courrier » (afin d'accélérer les changements de chevaux dans les relais). Or le choix de leur couleur, jaune, ne fut pas des plus judicieux, puisqu'elle était celle de la maison du prince de Condé parti à l’étranger au début de la Révolution, et ne pouvait qu’éveiller les soupçons dans l'Argonne où elle était fort connue.

### La voiture
Le 22 décembre 1790, une voiture susceptible de tenir six personnes, robuste et confortable, est commandée au carrossier Jean Louis, implanté quai des Quatre-Nations (quai Malaquais, aujourd'hui hôtel Parabère). La caisse et les moulures de cette berline seront peintes en vert et le train et les roues en jaune citron. Elle comportera un attelage de six chevaux. Cette demande de « fourniture » émane de la baronne Anna de Korff et c'est Fersen qui joue les intermédiaires. Durant tout l'hiver, il le fait presser son travail. La berline est terminée le 12 mars 1791, mais personne ne vient la chercher avant le 2 juin.
Elle correspondrait à un véhicule de voyage conforme à l’usage pour effectuer un long trajet (cette berline servit d’ailleurs de diligence, assurant le Paris-Dijon jusqu’en 1795, date à laquelle elle fut détruite dans un incendie). L'historienne spécialiste de Louis XVI, Pierrette Girault de Coursac avance la comparaison suivante : « on peut la qualifier de belle Mercédès, mais certainement pas de Rolls-Royce ». Timothy Tackett parle quant à lui de "modèle de luxe", peu adapté à un voyage discret.
Trois « gardes du corps » accompagnent la famille royale : Malden, Vallory et Moutier. Ils seront cochers ou chevaucheront devant ou à côté de la berline pour préparer les relais.

## La sortie des Tuileries –20 juin 1791
C'est à Fersen que revenait l'organisation de la sortie des Tuileries. L'historien André Castelot souligne la difficulté de quitter secrètement un palais (qu'il qualifie de caravansérail) où dormaient, sur des couches à même le sol, de nombreuses personnes. Les hommes de La Fayette, qui s'était engagé sur sa tête à ce que le roi ne tente pas de s'échapper, étaient vigilants. De plus, la dénonciation de la domestique de la famille royale avait donné lieu à un renforcement de la garde autour du palais.
À 15h, le duc de Choiseul quitte Paris pour rejoindre Somme-Vesles où il doit attendre la famille royale avec un détachement de cavaliers. Il est accompagné du coiffeur de la reine, Jean-François Autié (ou "Monsieur Léonard"), dont la présence à Montmédy était jugée indispensable par Marie-Antoinette.
Après 22h30, déguisés, madame de Tourzel accompagnée du dauphin et de Madame Royale, quittent le palais en direction de la citadine, dont le cocher est Axel de Fersen. Les deux gouvernantes de la famille, Madame Brunier et Madame Neuville quittent aussi les Tuileries par l'entrée principale escortées par Malden. La sœur du roi s'enfuit à son tour pour rejoindre Fersen peu après 23h.
Dans le même temps, dans l'Argonne (et dans la Marne), 180 dragons, sous le commandement du colonel de Damas, cantonnent à Clermont-en-Argonne et au village voisin d'Auzéville-en-Argonne. 40 hussards de Lauzun, commandés par le sous-lieutenant Boudet, cantonnent à Sainte-Ménéhould. Ils doivent rejoindre le lendemain Pont-de-Somme-Vesle, premier relais après Châlons-en-Champagne.
Le départ de Louis XVI est retardé par l'arrivée du général Lafayette et de Bailly, maire de Paris. Il ne peut partir qu'après 23h30, ayant fait semblant de se coucher et congédié ses domestiques. Marie-Antoinette rejoint finalement le reste de sa famille à 00h30.
Selon Michelet, Choiseul avait réservé la dernière place de la voiture pour un de ses hommes de main : Louis-Fouquet de Vincens de Saint-Michel, marquis d'Agoult (1737-1813). Louise-Élisabeth de Croÿ de Tourzel, fait valoir qu'en sa qualité de gouvernante, elle a fait serment de ne pas quitter les enfants royaux, et qu'il doit lui céder sa place. Louis XVI intercédera à sa demande, et le soldat sera forcé de descendre de la voiture. Michelet voit là l'une des raisons de l'échec de la fuite, l’expédition perdant un homme compétent et connaissant le pays, au profit d'une passagère inutile.

Axel de Fersen conduit ensuite leur voiture à la barrière de la Villette, conduisant lentement pour ne pas attirer l'attention et faisant un détour pour éviter les quartiers populaires du nord-est de Paris. Une fois arrivée, avec deux heures de retard, la famille royale s'installe dans la berline qui les attendait et les emmène hors de Paris aux alentours de 2h du matin. 

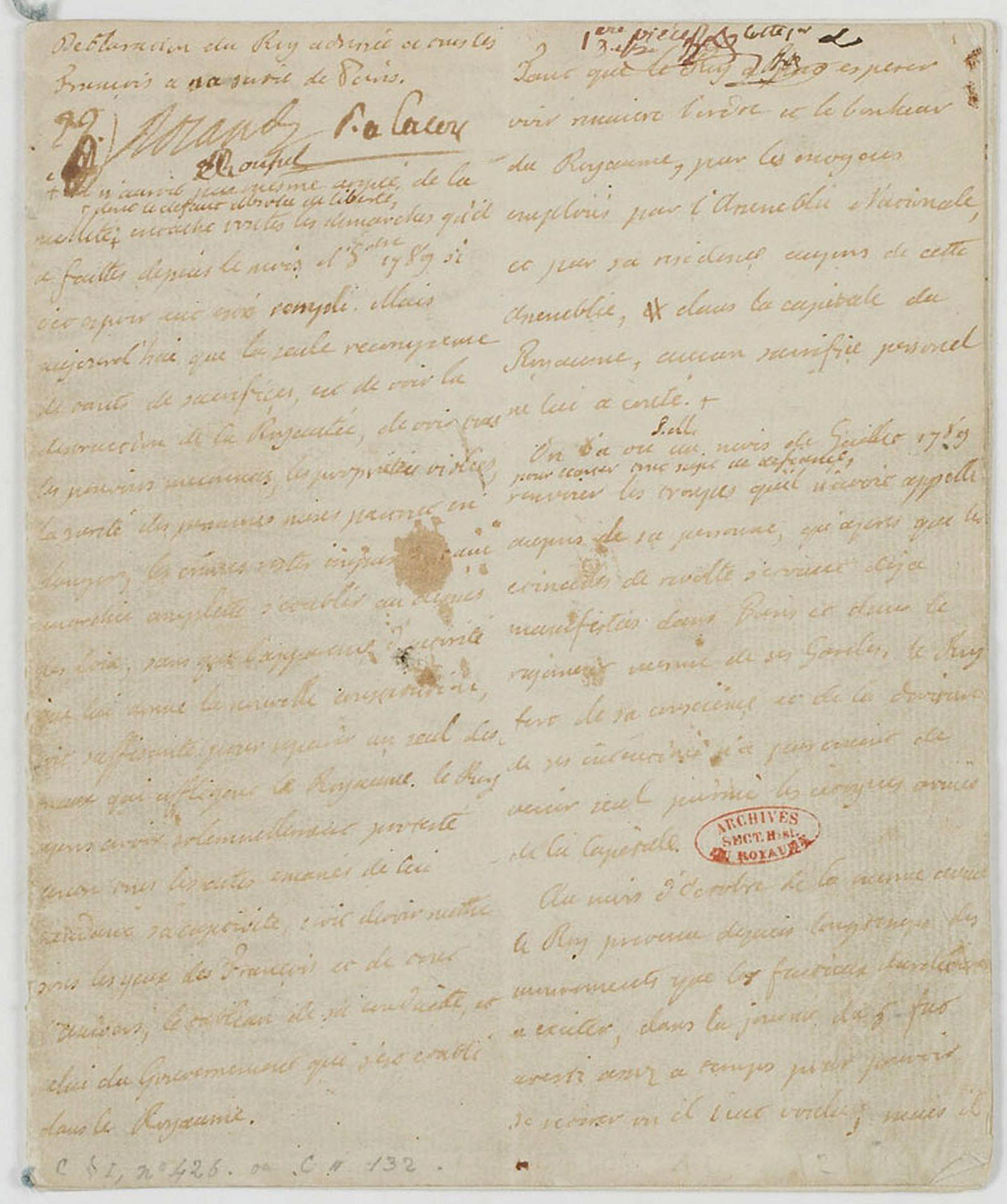
Déclaration autographe de Louis XVI adressée aux Français à sa sortie de Paris le 20 juin 1791. Archives Nationales - AE-II-1218.

## Fuite de la famille royale:21 juin 1791

### Trajet de la famille royale
Premier relais à Bondy : Axel de Fersen, qui avait accompagné la famille royale, la quitte. Il est prévu qu'il rejoigne Montmédy en passant par les Pays-Bas autrichiens.
Le comte de Provence (futur Louis XVIII) quitte quant à lui Paris au petit matin, avec son ami d’Avaray, et arrive sans la moindre difficulté par Maubeuge et Avesnes-sur-Helpe, à Mons, en Belgique. De là il gagne Marche-les-Dames où il apprendra plus tard l’arrestation de son frère Louis XVI.
Un cabriolet avec les deux femmes de chambre, Madame Brunier et Madame Neuville, rejoint la berline royale à Claye-Souilly à 4h du matin.
Une fois sortie de Paris, la famille royale se détend et ouvre les volets de sa berline, dont le passage est remarqué. Louis XVI, malgré les avertissements de ses gardes du corps, sort du véhicule lors des arrêts aux différents relais de poste pour se soulager et discuter avec les habitants.
Il est reconnu à Montmirail une première fois, aux alentours de 11h, par un conducteur du nom de François Picard. Il est ensuite reconnu de nouveau à Chaintrix par le maître de poste, Jean-Baptiste de Lagny, et son beau-fils. Traversant Châlons-sur-Marne, le roi est reconnu par plusieurs personnes et le maire de la ville est rapidement informé de son passage mais reste incertain sur la marche à suivre, n'ayant pas encore été informé des développements parisiens. Les voyageurs ont alors plus de 3h de retard, bien que cela ne semble pas les inquiéter. Ils partent en direction de Somme-Vesle où ils doivent retrouver leur escorte d'une quarantaine de hussards menés par le duc de Choiseul.
Pendant ce temps, 60 hussards du régiment de Lauzun aux ordres du sous-lieutenant Röhrig cantonnent au couvent des Cordeliers à Varennes-en-Argonne : ils y sont présents depuis le 8 juin, avec un détachement principal le 19 juin. Un détachement de 100 hussards aux ordres du chef d'escadron Deslon tient le poste de Dun-sur-Meuse à 24 km de Varennes.
Les mouvements de soldats étrangers inquiète les habitants de la région, à tel point que les gardes nationaux de Clermont-en-Argonne et Sainte-Menehould s'arment en prévision d'une menace inconnue.

### Découverte et réaction à la disparition de la famille royale
À 7h, le valet de chambre s’aperçoit que Louis XVI n’est pas dans la chambre aux Tuileries, et à la place du roi il trouve le texte laissé par ses soins : « Déclaration de Louis XVI à tous les Français à sa sortie de Paris », document manuscrit de 16 pages rédigé de la main du roi dans les jours précédant son départ, considéré comme « le testament politique de Louis XVI ». 
Des copies de cette déclaration se répandent rapidement dans les rues de Paris et portent un coup décisif à la réputation de Louis XVI, qui rejette son serment devant Dieu et la Nation de protéger la constitution. Très apprécié avant sa fuite, le roi est décrié dans la quasi-totalité des journaux de Paris dès le 21 juin et ses portraits sont massivement jetés dans les caniveaux. 
La nouvelle du départ de Louis XVI se répand dans Paris et, dès 8h30, une foule se forme devant les Tuileries et envahit les appartements royaux avant de se disperser à l'arrivée des autorités. Lafayette et Bailly, suspectés de complicité, sont invectivés par des Parisiens en colère tandis que le duc d'Aumont, commandant de la garde des Tuileries, est battu par la foule. Dans d'autres quartiers de la ville, la rumeur court que les prisons abritent des conspirateurs contre-révolutionnaires et la garde nationale est envoyée pour maintenir l'ordre. À l'exception de ces quelques évènements la ville reste calme, ce qui est remarqué par les observateurs contemporains. 
Les sections de Paris se déclarent en session permanente et mobilisent les soldats de leurs quartiers, auxquels s'ajoutent de nombreux miliciens volontaires issus des franges les plus pauvres de la population. Certaines sections rejettent l'autorité de Layette. Reconnues comme unités administratives de fait par la mairie de Paris au cours de cette crise, les sections gagnent en légitimité et donneront naissance un an plus tard aux sans-culottes.  
À 9h, l'Assemblée constituante est informée de la disparition du roi. Des messagers sont envoyés par Lafayette puis par l'Assemblée pour arrêter la famille royale. Convoqués, les ministres de Louis XVI demandent à jurer allégeance à l'Assemblée et cette dernière s'arroge le pouvoir exécutif du roi. Craignant une invasion étrangère, les députés préparent la défense du pays et mobilisent l'armée. 
La théorie de l'enlèvement est largement privilégiée par la population et par les députés, jusqu'à ce que la déclaration de Louis XVI soit lue devant l'Assemblée à 14h. Des messagers, commissionnés par l'Assemblée mais aussi par les députés et les clubs politiques, sont envoyés dans tout le pays pour répandre la nouvelle : celle-ci circule très rapidement et, en 4 jours, toutes les régions de France sont informées de l'évènement. De très nombreux villages prêtent alors spontanément serment de défendre la nation et l'Assemblée nationale et les territoires frontaliers préparent leur défense face à une invasion jugée inévitable.  

### Premières alertes
En arrivant au relais de poste de Somme-Vesle, la famille royale découvre l'absence du duc de Choiseul et de ses hussards. Ceux-ci avaient en réalité été chassés par les habitants quelques heures auparavant, ceux-ci craignant que la troupe de soldats germanophones n'ait été envoyée par des nobles souhaitant recouvrer les taxes impayées depuis la Révolution. Faisant face à une quasi-émeute et croyant que le roi, gravement en retard, avait échoué à quitter Paris, le duc de Choiseul avait pris la décision de se replier à Stenay. De plus, il confie à Monsieur Léonard, coiffeur de la reine, la tâche d'avertir les autres groupes de soldats que le "trésor" n'arriverait pas ce jour. À Sainte-Menehould et Clermont-en-Argonne, les officiers laissent quartier libre à leurs soldats, dont la mobilisation agitait les habitants, tout en restant à leurs postes. À Varennes, soldats et officiers rentrent se coucher.

Le cabriolet, suivi de la berline royale, s’arrête devant le relais de Sainte-Menehould. Les passagers s'inquiètent de ne pas voir le duc de Choiseul, qu'ils pensaient replié dans la ville, et d'apercevoir les hussards détendus et désarmés. Plus inquiétant encore, la garde nationale de la ville est mobilisée dans le centre-ville. 

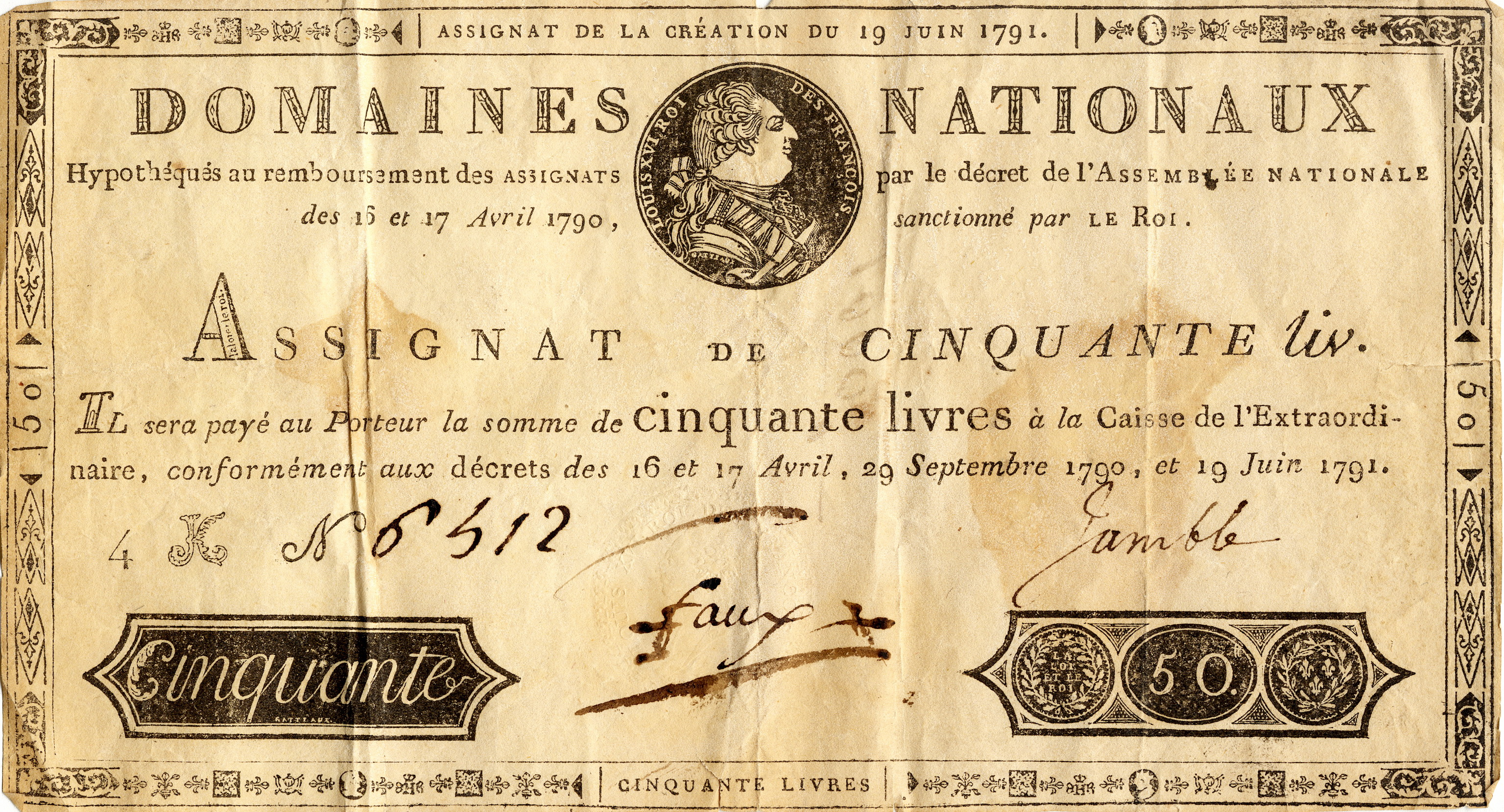
Assignat de 50 livres au profil royal (faux émis).

Le maître de poste, Jean-Baptiste Drouet, ancien soldat qui a séjourné à Versailles, reconnaît la reine et croit reconnaître le roi mais ne réagit pas. Dès le départ du convoi, il avertit les autres habitants de l'identité des voyageurs.
Dans son témoignage devant l'Assemblée constituante, le 24 juin 1791, il affirme : 
« Je crus reconnoître la reine ; et apercevant un homme dans le fond de la voiture à gauche, je fus frappé de la ressemblance de sa physionomie avec l'effigie d'un assignat de 50 livres ».

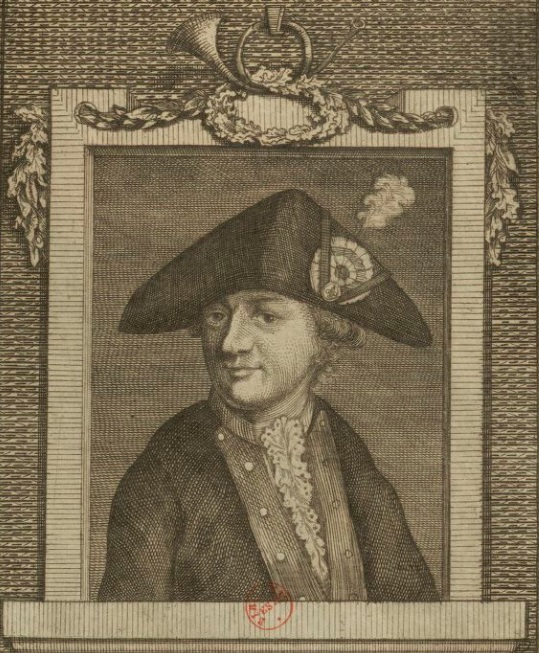
Jean-Baptiste Drouet.

Sur le moment, les habitants de Sainte-Menehould ne savent comment réagir car les messagers envoyés par Lafayette n'ont pas encore atteint la ville. C'est alors que le capitaine Andoins, chargé d'escorter le convoi royal, sonne la mobilisation de ses hussards pour suivre la berline. Au son des tambours, la garde nationale de la ville bloque alors le passage des soldats tandis que les habitants tentent de convaincre les cavaliers de désobéir à leurs officiers. Un officier tire en l'air et s'enfuit à cheval, déclenchant une altercation au cours de laquelle Andoins et ses officiers sont désarmés puis enfermés dans la prison municipale.
Pendant ce temps, la berline atteint le relais de Clermont-en-Argonne, situé à l'écart de la ville, où le comte de Damas les prévient de l'agitation populaire liée à la présence des hussards. La berline, et particulièrement ses gardes du corps habillés d'un jaune rappelant les troupes contre-révolutionnaires, est remarquée par les habitants lorsqu'elle traverse la ville. La garde nationale de la ville se mobilise tandis que l'officier ayant fui Sainte-Menehould arrive pour avertir le comte de Damas de l'émeute ayant éclaté dès le départ du roi. Il ordonne alors à ses hommes de remonter en selle mais ceux-ci refusent d'obéir et se rallient aux habitants de la ville. Damas part en compagnie de quelques hussards à vive allure pour prévenir le roi.
Convoqué par le conseil municipal, Jean-Baptiste Drouet leur explique ce qu'il a vu dans la berline. Après délibération, le conseil municipal conclut que Louis XVI se dirige vers la frontière pour envahir la France avec une armée étrangère et mettre un terme à la Révolution. Il charge Drouet, connu pour son passé de cavalier, de poursuivre le roi. Celui-ci part, avec 1 h 30 de retard sur la famille royale et accompagné de son ami Jean-Chrisosthome Guillaume, en direction de Clermont-en-Argonne où il apprend que le convoi se dirige vers Varennes-en-Argonne.

### Arrestation à Varennes

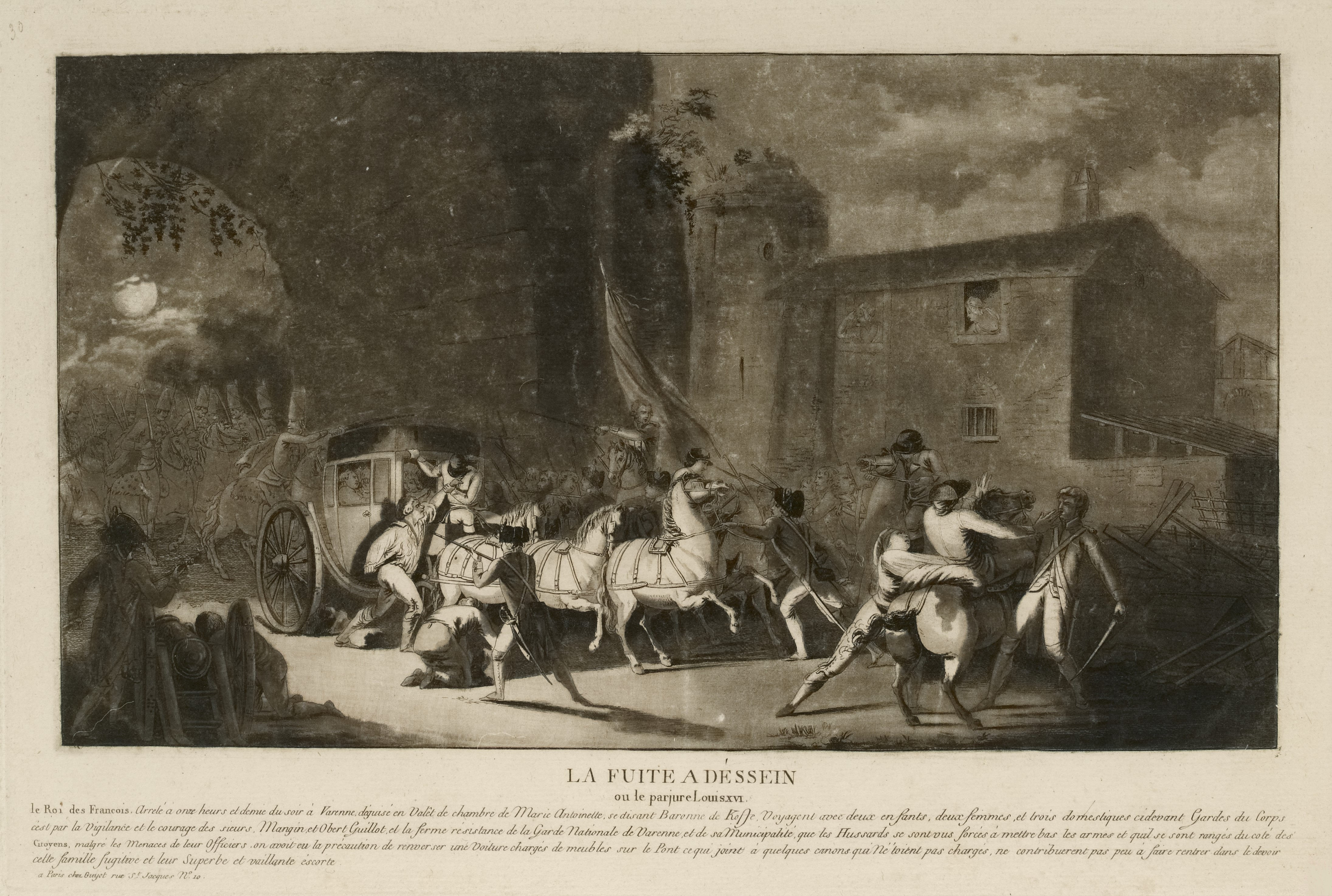
Voûte de l’église Saint-Gengoult.

La berline royale s’arrête à l’entrée de Varennes pendant qu’un postillon cherche le relais. Les voyageurs sont étonnés de ne trouver aucun des cavaliers qui devaient les escorter. Ils frappent à la maison de monsieur de Préfontaines, qui dit tout ignorer d’un relais. En effet, ne voyant rien venir, le relais a été déplacé dans la ville basse, de l’autre côté du pont enjambant l’Aire.
Aux alentours de 23h, Jean-Baptiste Drouet et Jean-Chrisosthome Guillaume arrivent à Varennes, passant devant la berline arrêtée. Ils entrent dans l'auberge de la ville et préviennent l'aubergiste, Jean Leblanc, et son frère des évènements de Sainte-Menehould et de l'arrivée imminente de la berline royale. Ceux-ci préviennent ensuite la garde nationale de Varennes, qui se mobilise, et les élus municipaux dont l'épicier Jean-Baptiste Sauce, procureur-syndic et premier magistrat de la ville en l'absence du maire.

Ils décident de barricader le pont de l’Aire, par lequel doit passer la berline royale, tandis que le tocsin sonne et que les deux fils de Jean-Baptiste Sauce crient dans les rues pour alerter la population. Le futur général Radet, commandant de la garde nationale, fait mettre deux canons en batterie près du pont.

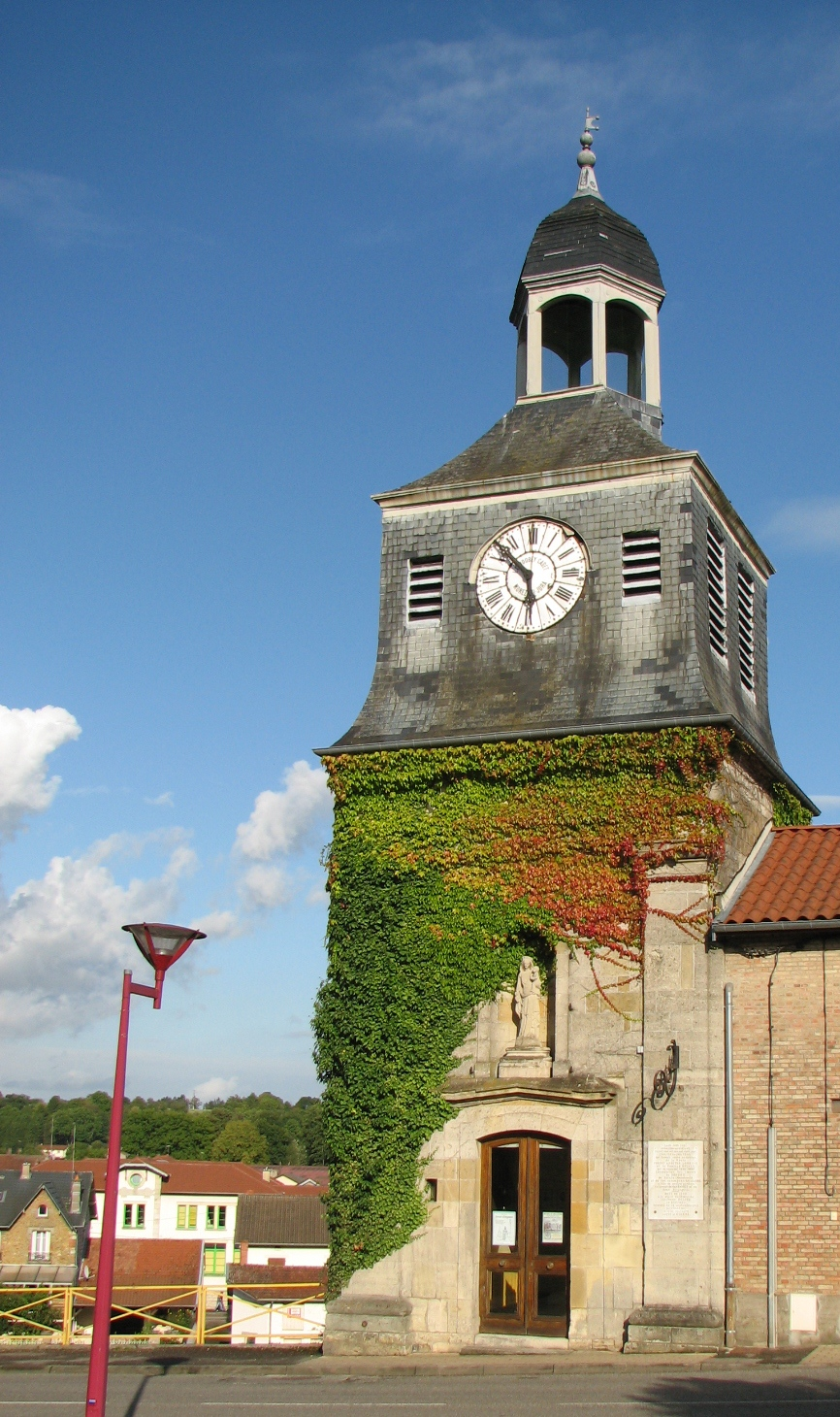
Tour Louis XVI, reste de l’église Saint-Gengoult.

Les deux voitures de la famille royale sont immobilisées à quelques encablures de la barricade, devant la voûte de l’église Saint-Gengoult, qui enjambe la rue.
Jean-Baptiste Sauce, après une inspection des passeports (qui semblent en règle) oblige les voyageurs à descendre de voiture devant l'insistance de Drouet qui assure avoir reconnu le roi et met en doute la validité des papiers fournis. Il les fait entrer dans sa maison, qui est à quelques pas, afin de gagner du temps pour prendre une décision.

## La Nuit à Varennes

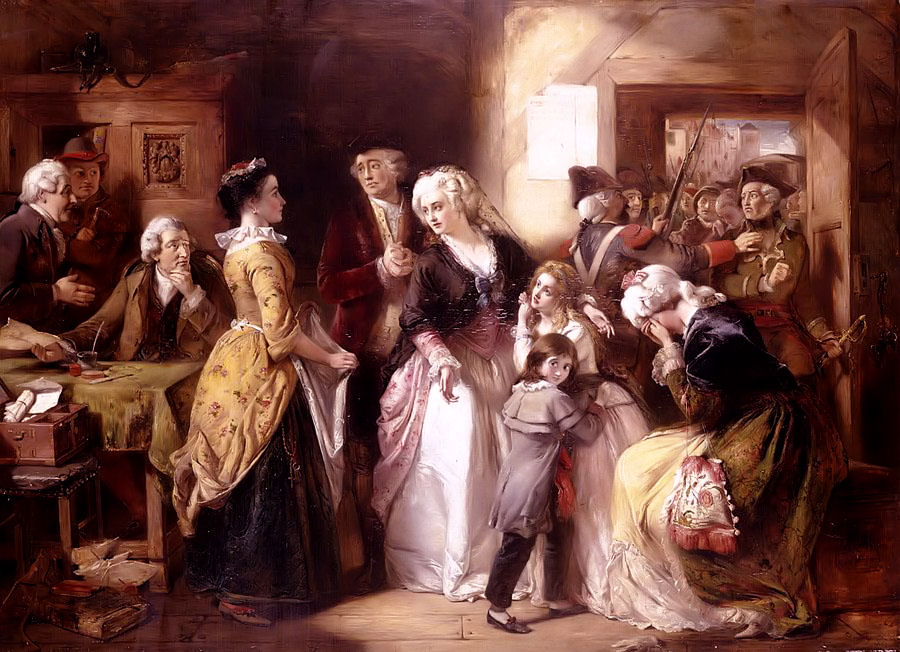
L’arrestation du roi et de sa famille à Varennes. Toile de Thomas Falcon Marshall (1854).

Le juge Destez qui a vécu assez longtemps à Versailles, et que Jean-Baptiste Sauce est allé chercher, reconnaît formellement le roi. Ce dernier, réalisant qu'il est démasqué, reconnaît être le roi de France et déclare avoir dû fuir la ville de Paris, contrôlée par des Jacobins enragés, pour sa propre sécurité. Il demande alors aux habitants de l'aider à poursuivre sa route, leur assurant qu'il ne se rend pas à l'étranger mais à Montmédy. Sur le moment, submergés par l'émotion et l'incongruité de l'évènement, les villageois présents acceptent de lui porter assistance dès l'aube avant de se retirer dans la mairie pour délibérer. 
Au même moment, à la suite de l'alerte donnée par les deux fils de Sauce et le son du tocsin, la garde nationale de Varennes se mobilise et s'arme dans le centre de la ville. Selon l'historien Timothy Tackett, Varennes était un des villages les mieux armés de la région, du fait de fortes craintes d'invasion, et les fausses alertes successives avaient entraîné la population à réagir rapidement.  
Les hussards, endormis ou mêlés à la foule, ne réagissent pas et leurs officiers (dont le lieutenant Bouillé, fils du marquis de Bouillé) fuient la ville à cheval. En réponse, craignant d'être attaqués par l'armée de Bouillé, les commandants de la garde nationale ordonnent de barricader les entrées de la ville et envoient plusieurs messagers pour appeler à l'aide les villages des alentours. 
Il est 1h du matin lorsque la quarantaine de hussards menés par le duc de Choiseul, de retour de Somme-Vesle, entre dans Varennes depuis l'entrée sud de la ville en chargeant au travers de la barricade. En formation de combat, ils se positionnent devant la maison de Jean-Baptiste Sauce. Le duc de Choiseul et François Goguelat, les deux officiers du détachement de hussards, demandent et obtiennent de s'entretenir avec le roi. A leur retour, les gardes nationaux se sont repositionnés et ont placé les quatre canons de la ville en direction des soldats. Goguelat charge la garde nationale, ordonnant le retrait des canons, mais un habitant lui tire dessus et le blesse. Après quelques moments de tension entre la garde nationale et les hussards, ces derniers sont persuadés de descendre de leurs chevaux et de se rallier à la population. 
L'arrivée des soldats a été le point de bascule dans la décision des habitants de la ville de ramener le roi à Paris. La crainte d'une invasion étrangère meurtrière, alimentée par les soldats germanophones qui parcouraient la région depuis plusieurs jours, s'était matérialisée et laissait croire que le roi avait quitté Paris pour rallier des armées étrangères, et non juste pour protéger sa vie. L'apparition de Goguelat, qui avait mené une enquête préliminaire à la fuite en manipulant Jean-Baptiste Sauce, fut en outre perçue comme une trahison. À 2h du matin, le conseil municipal de ville envoie un messager, M. Mangin, avertir Paris de l'arrestation du roi puis, quelques heures plus tard, annonce au roi qu'il doit retourner à la capitale. 
Au cours de la nuit, des volontaires et membres des gardes nationales issus des villes environnantes viennent renforcer la ville. Au matin, l'information atteint Reims et Chalon-sur-Marne tandis que plusieurs milliers de miliciens se rassemblent à Varennes pour en organiser la défense. 
Le chef d'escadron Deslon, responsable du poste de Dun-sur-Meuse, averti par le chevalier de Bouillé, comprend ce qui se passe à Varennes et arrive à Varennes vers 5 h 30 avec ses 65 hussards. S'il ne peut entrer dans le village avec ses hommes, il rencontre néanmoins la famille royale et propose une sortie en force mais se heurte au refus du roi. 
Une heure plus tard, deux messagers envoyés par Lafayette et l'Assemblée nationale, Bayon et Romeuf, arrivent à Varennes avec l'ordre d'arrêter le roi. Il est alors décidé par la population de Varennes, craignant une attaque du marquis de Bouillé, de ramener le roi à Paris. 
À 7h30, la famille royale et sa berline reprennent la route pour Paris, escortés par plusieurs milliers de gardes nationaux. Le duc de Choiseul, le comte de Damas et plusieurs officiers sont arrêtés par la foule tandis que François Goguelat parvient à s'enfuir (avant d'être capturé quelques jours plus tard à la frontière autrichienne). 
Le régiment royal allemand mené par le marquis de Bouillé, averti par son fils, n'arrive à Varennes qu'à 9 h 30. En sous-nombre, avec 2h de retard sur la famille royale, épuisé et harcelé par la population locale, il décide de se replier à Stenay. 
Au cours de la matinée, un régiment d’infanterie suisse avait été envoyé vers Varennes depuis Metz par Bouillé dans l'espoir de libérer le roi mais les soldats se rebellent, déclarant qu'ils ne sont pas payés pour attaquer le peuple français, et se replient à Verdun.  Les mouvements de ce régiment, aperçus par la population, déclenchent une vague de panique qui s'étend dans toute la France en quelques jours (en particulier dans les zones qui n'avaient pas été touchées par la Grande Peur). Croyant qu'une invasion a déjà commencé, des milliers de volontaires quittent leur village pour rejoindre le front le plus proche. Le calme revient rapidement, après enquête des administrations locales qui déterminent qu'aucun soldat anglais, autrichien ou espagnol n'a pénétré le territoire français. 
Le marquis de Bouillé, ses deux fils, et une vingtaine d'officiers traversent alors la frontière depuis Stenay pour se réfugier en Autriche.

## Retour de la famille royale à Paris

### 22 juin 1791
Initialement constitué de 6000 gardes nationaux, le cortège raccompagnant la famille royale est rejoint par des milliers de curieux armés au fil de son voyage de quatre jours vers l'ouest. Le régiment de Bouillé, aperçu par les habitants avant son repli, déclenche des rumeurs d'invasion autrichienne qui instaurent un climat de méfiance et d'inquiétude parmi la foule. Quelques altercations éclatent, visant principalement les gardes du corps habillés du jaune contre-révolutionnaire, et des invectives sont régulièrement lancées à l'encontre de Marie-Antoinette.
Arrivé à Clermont-en-Argonne, Jean-Baptiste Sauce retourne à Varennes pour organiser la défense de la ville face à une éventuelle attaque de Bouillé. Une fois à Sainte-Menehoulde, le cortège est rejoint par Drouet et Guillaume qui étaient rentrés dormir chez eux. Le comte Dampierre tente alors de parler à la famille royale puis, refoulé, tire un coup de feu en direction du ciel. Haï par la population locale, il est poursuivi et tué dans un champ à proximité. 
La famille arrive à Châlons-en-Champagne en soirée, par la porte Sainte-Croix, qui avait été dédiée à la Dauphine lors de son arrivée en France le 11 mai 1770, et elle y passe la nuit à l'hôtel de l'Intendance.
À 22h30, l’Assemblée constituante est prévenue par Mangin de l’arrestation de la famille royale. Elle nomme trois députés issus des différentes tendances de l'Assemblée, Antoine Barnave, Jérôme Pétion de Villeneuve et Charles-César de Faÿ de La Tour-Maubourg, pour ramener la famille royale à Paris. 

### 23 juin 1791
Le cortège royal quitte Châlons-en-Champagne après avoir assisté à la messe, qui est interrompue par l'irruption d'une compagnie de gardes nationaux venant de Reims. Ceux-ci, ayant entendu la rumeur selon laquelle Varennes et Sainte-Menehould avaient été attaquées, insistent pour que la famille royale reprenne sa route. Le cortège est désormais composé de 15 000 à 30 000 personnes, et longe la vallée de la Marne pour rejoindre Paris. 

Le cortège arrive à Épernay, où la famille royale déjeune brièvement avant d'être confrontée à une émeute qui la force à repartir.

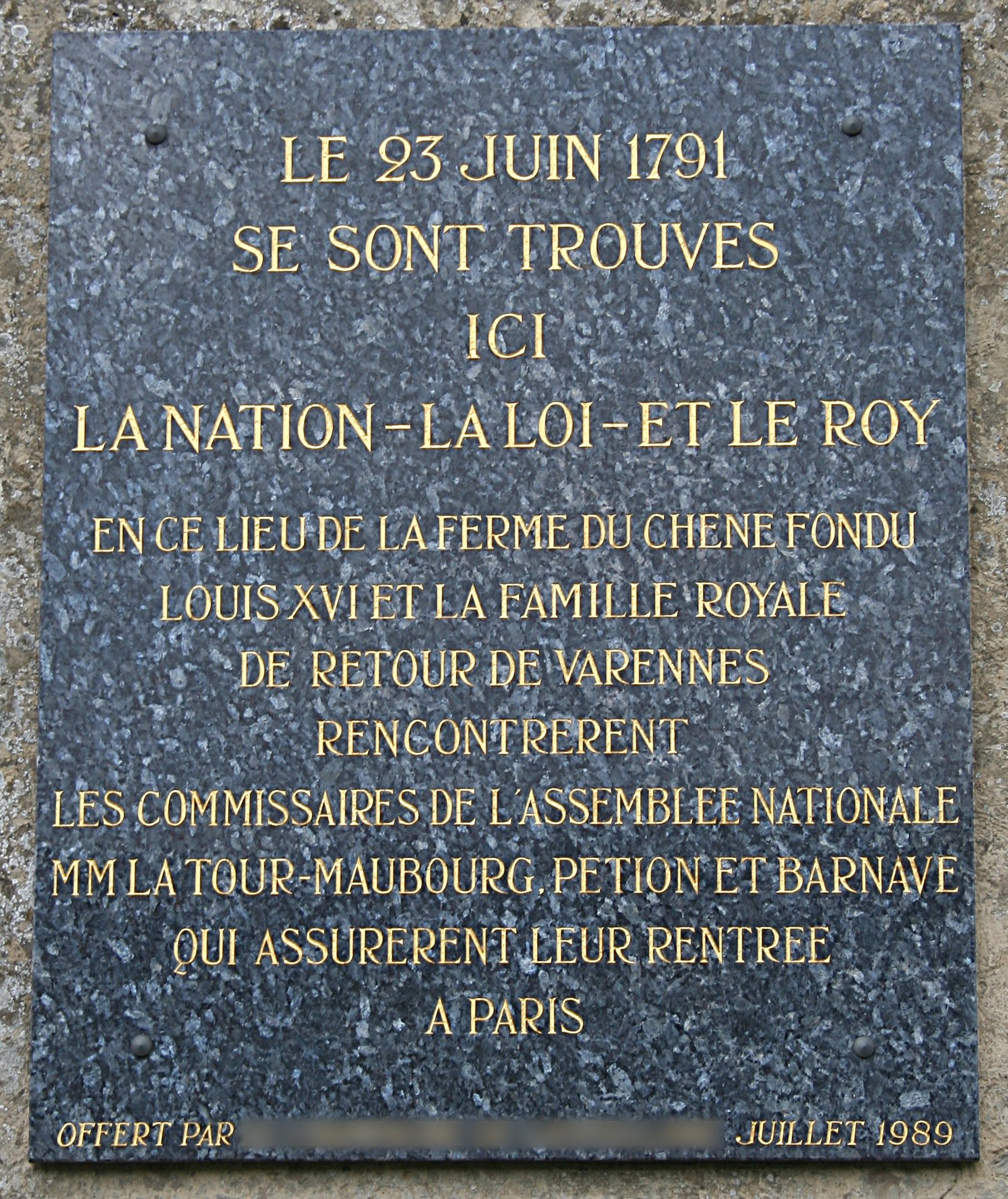
Plaque commémorative de la rencontre du 23 juin 1791 à Boursault.

Les trois députés de l’Assemblée constituante, accompagnés du colonel Mathieu Dumas rejoignent la famille royale à Boursault, entre Épernay et Dormans, à 19h30. Le colonel Dumas prend en charge l'organisation de la garde nationale, tandis qu'Antoine Barnave grimpe sur le toit de la berline pour lire à la foule le décret de l'Assemblée constituante les chargeant du retour du roi. Ils s'arrêtent ensuite à Dormans pour la nuit. 
À Paris, les processions de la Fête-Dieu se transforment en célébration de la capture du roi, remplacé dans les cérémonies par les députés et la garde nationale. Les chants religieux sont en large partie remplacés par des chants révolutionnaires, en particulier par Ah ! Ça ira (dont la popularité explose à cette période). La garde nationale demande à prêter serment de protéger la constitution, suivie de 15 000 à 50 000 Parisiens faisant de même.

### 24 juin 1791
Le cortège repart pour Paris et parvient, grâce à une manœuvre du colonel Dumas en traversant Château-Thierry, à semer une partie de la foule qui les accompagnait et ralentissait leur avancée. La famille royale atteint Meaux, où elle passe la nuit. De nouveau, une foule importante s'accumule jusqu'au matin pour accompagner le cortège. 
À Paris, les sections et sociétés populaires organisent une manifestation pacifique de plusieurs milliers de personnes. Rassemblés devant l'Assemblée, les manifestants font transmettre aux députés une pétition signée par 30 000 personnes demandant l'établissement d'une république.

### 25 juin 1791
La famille royale quitte Meaux au matin. En arrivant aux abords de Paris, l'atmosphère se tend et la berline est ciblée par plusieurs attaques visant les gardes du corps et blessant deux officiers de la garde nationale qui s'interposent. Arrivé à l'entrée de Paris, le cortège est rejoint par Lafayette et un contingent de cavaliers. Il contourne Paris pour éviter les quartiers populaires du nord-est et entre dans la ville par les Champs-Élysées. 

Au cours de l'après-midi, l'Assemblée constituante détermine qu'elle jugera le roi et maintient la suspension de ses pouvoirs exécutifs jusqu'à ce qu'une décision soit rendue. 

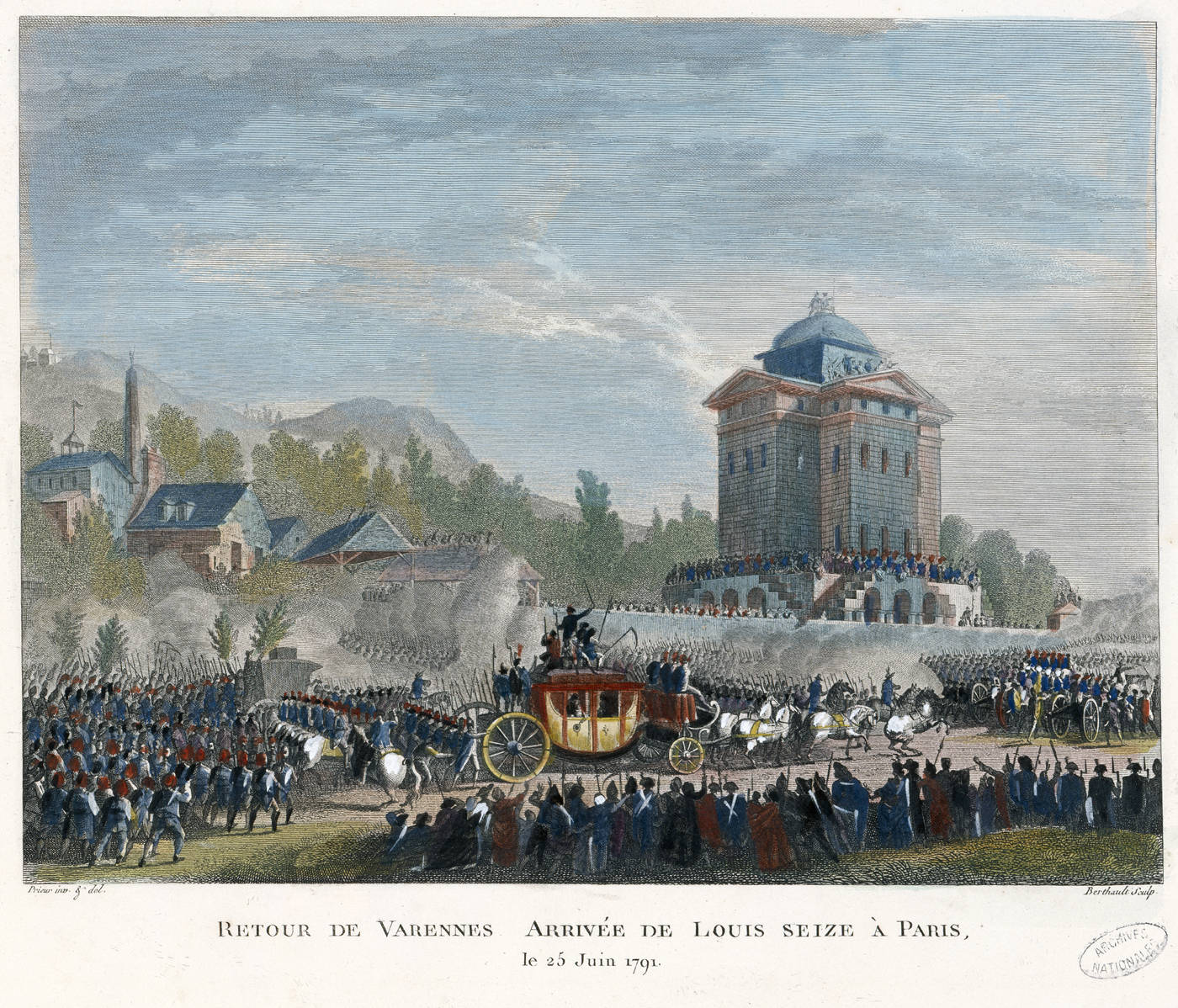
Le retour du Roi passant à la barrière des Ternes le 25 juin 1791 (Duplessi-Bertaux d’après un dessin de J-L Prieur).

La garde nationale forme la haie autour de la berline, mais la crosse en l’air, comme pour un enterrement. À l'exception de quelques acclamations pour les députés, la foule présente reste silencieuse et refuse de retirer son chapeau au passage de la famille royale.
Lorsque la voiture royale arrive aux Tuileries, une émeute éclate et la foule tente de se saisir des gardes du corps attachés sur le toit de la berline. Les trois hommes, blessés, sont emmenés en lieu sûr par Dumas et Pétion. Pendant ce temps, la famille royale qui était descendue de la berline entre dans le palais des Tuileries. 

## Enquête et exonération du roi
L'interrogatoire du roi, mené par trois députés, a lieu dans la soirée du 26 juin 1791. L'interrogatoire de la reine, qui souhaite accorder sa version à celle du roi, est décalé au 27 juin à sa demande au prétexte qu'elle prend son bain. La version des faits présentée par le couple royal avait déjà été préparée lors de son séjour chez Jean-Baptiste Sauce : le roi souhaitait simplement se réfugier à Montmédy pour sa sécurité et celle de sa famille, sans entrer en contact avec des puissances étrangères, et il est maintenant prêt à mettre de côté ses désaccords avec la constitution après avoir constaté le soutien à la Révolution dans la population. 
À la suite du rapport de ces interrogatoires à l'Assemblée, celle-ci met en place un comité d'enquête constitué des membres de sept comités permanents. 
Du 27 juin au 13 juillet, l'affaire semble ne pas progresser. Ce délai est dû aux négociations entre les partisans d'une monarchie constitutionnelle (représentés par Barnave, Lameth et Duport), qui espèrent que gagner du temps accroitra le soutien au roi dans la population, et la famille royale. Gouverneur Morris, diplomate américain à Paris, écrit dans son journal le 2 juillet après une rencontre avec Lafayette et le comte de Ségur : « J’apprends que l’intention de l’Assemblée est de couvrir la fuite du roi et de la faire oublier. C’est là en tout cas une preuve de grande faiblesse, qui détruira probablement la monarchie. ». Le 30 juin, l'Assemblée reçoit une lettre de Bouillé qui revendique l'intégralité de l'initiative et de l'organisation de la fuite, niant toute implication du roi qui aurait agi sous sa pression. Celle-ci sera d'une grande utilité aux partisans de la monarchie constitutionnelle.
293 députés conservateurs protestent contre le maintien de la suspension du roi et 250 d'entre eux annoncent qu'ils ne participeront plus aux travaux de l'Assemblée. De l'autre côté de l'Assemblée, les Jacobins, qui jusqu'alors appréciaient le monarque, sont profondément divisés entre les radicaux menés par Robespierre et les partisans de la monarchie, Barnave et Lameth en tête, qui scissionneront peu après pour devenir les Feuillants. 
À partir du 13 juillet et pendant trois jours, les sept comités font leur rapport à l'Assemblée par l'intermédiaire de François-Félix-Hyacinthe Muguet de Nantou, qui plaide pour l'exonération. Leur position est que le roi, intimidé par ses conseillers, n'est pas responsable de ses actions et qu'il n'a commis aucun crime en dépit de l'irresponsabilité de son comportement. De plus, même si un crime avait été commis, le roi bénéficie d'une immunité totale votée par l'Assemblée elle-même deux ans plus tôt. Dix-sept députés prennent la parole, 9 en faveur de l'exonération du roi et 8 en opposition. Les partisans d'un procès du roi font valoir en réponse que son immunité ne s'applique pas à ses actes personnels, autrement rien n'arrêterait un nouveau Caligula, et en appellent à une morale supérieure à la loi. De plus, ils font valoir que le maintien d'un roi indigne de confiance, sans soutien de l'opinion publique, mettrait en danger la paix civile. 
Le 13 et 14 juillet ont lieu, en l'absence du roi et de sa famille, les commémorations de la prise de la Bastille : elles sont une réussite en terme d'affluence. L'autel de la Patrie, autour duquel se concentre la cérémonie, et les drapeaux de la garde nationale ont été modifiés pour en supprimer les références au roi. Quelques tensions ont lieu à l'encontre d'un noble portant une croix de Saint-Louis, perçue comme un symbole contre-révolutionnaire, et de deux membres du clergé réfractaire qui jetaient des pierres sur l'autel. Pendant ce temps, une procession menée par les Cordeliers se présente à l'Assemblée pour demander aux députés de consulter, par référendum, le peuple, considéré comme seul souverain légitime, avant de prendre une décision. 
Le 15 puis le 16 juillet, les députés modérés ajoutent des amendements à la motion des comités qui achèvent de convaincre l'Assemblée de voter l'exonération du roi : celui-ci ne serait réinstauré qu'une fois la constitution achevée et signée de sa main. De plus, ils créent deux motifs de destitution : un roi menant une armée étrangère contre la Nation française ou abjurant son serment à la constitution sera considéré comme ayant abdiqué le trône. Seuls 8 députés votent au final contre l'exonération du roi. 
Apprenant la décision des députés, les Cordeliers rassemblent quelques milliers de soutiens et se rendent à l'Assemblée constituante pour présenter une pétition demandant aux députés de reconsidérer leur vote. Sur place, ils sont accueillis par Robespierre et Pétion qui leur annoncent que la décision de l'Assemblée est définitive et que la pétition est inutile. Dès lors, les Cordeliers déclarent rejeter la légitimité de l'Assemblée constituante et vont militer activement pour l'établissement d'une république. Le 17 juillet, ils tenteront d'organiser une nouvelle signature de pétition qui donnera lieu à la fusillade du Champ-de-Mars.

## Conséquences
L’arrestation du roi marque véritablement un tournant dans la Révolution. L'idée d'une république commence à faire son chemin, ayant été évoquée dans les clubs politiques de toute la France pendant la longue période précédant l'exonération du roi. De plus, les Cordeliers et leurs alliés militent désormais ouvertement pour la fin de la monarchie,. L'agitation républicaine dans la société et dans les clubs politiques se traduira successivement par la fusillade du Champ-de-Mars et la scission des Feuillants du club des Jacobins les 17 et 18 juillet 1791. L'évènement, marqué par la reconnaissance institutionnelle des sections puis par le serment massif de la Fête-Dieu, signe aussi l'acte de naissance des sans-culottes comme force politique. 
Au-delà même de la progression des idées républicaines, l'image du roi est durablement entachée. Désormais représenté sous les traits d'un cochon ou d'un Janus à deux têtes dans les caricatures de journaux, il a acquis la réputation d'un parjure impie ayant renié son serment devant Dieu. 
L'évènement donne du crédit aux rumeurs de conspirations contre-révolutionnaires, qui seraient organisées par la noblesse et le clergé réfractaire, et alimente un climat de suspicion généralisé. Plusieurs administrations locales, sous la pression de la population, prennent l'initiative de réprimer des individus jugés suspects ou de désarmer les places fortes contrôlées par des nobles. 
Face aux contestations, l'Assemblée constituante réduit la liberté d'expression, rétablit la censure de la presse et le réseau des informateurs de police, et poursuit les militants de la cause républicaine, dont Danton et Marat. Le 3 septembre, la constitution est achevée par l'Assemblée puis adoptée par Louis XVI dix jours plus tard, qui récupère ses prérogatives royales et prononce une amnistie générale. Le duc de Choiseul, Goguelat et Damas, libérés, rejoignent l'armée des émigrés.  
Fin septembre, son travail achevé, l'Assemblée constituante se dissout et une Assemblée législative est élue. Le roi et la reine continuent d'entretenir une correspondance avec les monarques étrangers et, tout en prétendant publiquement leur allégeance à la constitution, leur demandent de venir à leur secours pour renverser la Révolution. Ces éléments, couplés à la progression des idées républicaines et à la dégradation de l'image du roi, contribueront à la chute de la monarchie à la suite de la journée du 10 août 1792. 
La fuite du roi constituera un des chefs d’accusation développés par la Convention en décembre 1792.

## Le testament politique deLouisXVI
Le matin du 21 juin 1791, le valet de chambre de Louis XVI découvre sur le lit, en lieu et place du corps du roi, un texte de 16 pages écrit de la main de Louis, intitulé « Déclaration à tous les Français », justifiant son départ de Paris. Louis XVI voulait en effet s'adresser directement au peuple afin de le faire juge de la situation politique du pays. Contrairement à ce qui est souvent dit, si l'Assemblée était divisée sur la fuite du roi, peu compatible avec la monarchie constitutionnelle, une partie des députés parle clairement de fuite et surtout le texte laissé par le roi et communiqué à l'Assemblée par De La Porte, fut en partie publié immédiatement par le Moniteur universel, le 22 juin 1791, p. 4 . Le roi contestait les limites apportées à son pouvoir. On comprend mieux les réactions très vives qui eurent lieu dans tout le pays dès le 22 juin contre le roi.
Traditionnellement appelé « le testament politique de Louis XVI », ce document a été redécouvert en mai 2009.
Ce document historique majeur explique la volonté du roi : une monarchie constitutionnelle avec un exécutif puissant et autonome vis-à-vis de l'Assemblée.
Par ailleurs, il commente son sentiment sur la révolution, en critique certaines conséquences sans pour autant rejeter les réformes importantes comme l'abolition des ordres et l'égalité civile.
Conclusion du manuscrit :

« Français, et vous surtout Parisiens, vous habitants d'une ville que les ancêtres de Sa Majesté se plaisaient à appeler la bonne ville de Paris, méfiez-vous des suggestions et des mensonges de vos faux amis, revenez à votre roi, il sera toujours votre père, votre meilleur ami. Quel plaisir n'aura-t-il pas d'oublier toutes ces injures personnelles, et de se revoir au milieu de vous lorsqu'une Constitution qu'il aura acceptée librement fera que notre sainte religion sera respectée, que le gouvernement sera établi sur un pied stable et utile par son action, que les biens et l'état de chacun ne seront plus troublés, que les lois ne seront plus enfreintes impunément, et qu'enfin la liberté sera posée sur des bases fermes et inébranlables. À Paris, le 20 juin 1791, Louis. »

Sa rédaction avait initialement été confiée au comte de Provence, mais Louis XVI, trouvant les propos trop agressifs à l'égard de l'Assemblée, le réécrivit dans sa quasi-totalité, nous apprennent Les mémoires du comte de Provence. Le manuscrit préparatoire de huit pages du comte de Provence est également connu.

## Historiographie et mémoires
Plusieurs participants directs ou indirects ont écrit leurs mémoires. On peut citer celles de François Claude de Bouillé, du marquis de Choiseul, qui aidèrent à la fuite et celles du comte de Moustier, Valory ainsi que celle de la marquise de Tourzel qui participèrent à la fuite les premiers en tant que garde du corps et Mme de Tourzel en tant que baronne de Korff.
Plusieurs historiens, contemporains ou de peu, de l’événement, ont également relaté ce dernier dont les plus connus restent Charles de Lacretelle et Jules Michelet.
Alexandre Dumas s’est intéressé à la fuite de Varennes lors de l’écriture de son roman La Comtesse de Charny. Il s’est alors abondamment documenté sur le sujet et a refait lui-même le trajet, plus d’un demi-siècle plus tard, reconstituant les lieux, recherchant des témoins visuels et pointant ainsi les imprécisions des historiens. Il relate sa quête dans La Route de Varenne, publié en 1860.

### Littérature
La fuite est relatée avec précision dans le roman policier historique de Laurent Joffrin Le secret de Marie-Antoinette. Nicolas Le Floch, héros principal de ce roman, est un protagoniste imaginaire de ce voyage. Ce commissaire de police participe à l'aventure par fidélité à la famille royale en accompagnant à cheval la berline et en conversant avec le Roi dans les auberges aux arrêts du parcours aller.

### Sketch
- L'humoriste Coluche en fait mention dans un sketch pendant sa campagne présidentielle début 1981, retracée ensuite dans un livre, La France pliée en quatre, s'inspirant du septennat Giscard, de l'Affaire des diamants et de sa fuite imaginée puis éventuelle à Varennes

### Filmographie
- La Nuit de Varennes d’Ettore Scola (1982).
- Ce jour-là, tout a changé : l'évasion de Louis XVI, téléfilm (docufiction) réalisé par Arnaud Sélignac, diffusé la première fois sur France 2 le 24 février 2009. Cette fiction illustre la thèse d'une fuite destinée à négocier avec l'Assemblée une nouvelle constitution pour la France.
- La Nuit de Varennes, épisode 14 dans la série télévisée La caméra explore le temps (1960), de Stellio Lorenzi, André Castelot et Alain Decaux
- Un documentaire a été fait récemment sur ce sujet et intitulé : Fuite à Varennes, la folle cavale de Louis XVI, diffusé sur France 3 à 21h10 du soir le 15 mars 2023 retrace avec détails cette équipée hors de France.